# 1 500 mètres masculin aux championnats du monde d'athlétisme en salle 2024
Pour un article plus général, voir Championnats du monde d'athlétisme en salle 2024.
Navigation
2022 2025
L'épreuve du 1 500 mètres masculin des championnats du monde en salle de 2024 se déroule les 1 et 3 mars 2024 dans l'Emirates Arena de Glasgow, en Écosse.

## Résultats

### Séries
Les 3 premiers de chaque série (Q) se qualifient pour les demi-finales
| Rang | Série | Athlète                     | Pays             | Temps   | Notes |
| ---- | ----- | --------------------------- | ---------------- | ------- | ----- |
| 1    | 4     | Vincent Kibet Keter         | Kenya            | 3:38.96 | Q     |
| 2    | 4     | Hobbs Kessler               | États-Unis       | 3:39.07 | Q     |
| 3    | 4     | Geordie Beamish             | Nouvelle-Zélande | 3:39.17 | Q, SB |
| 4    | 1     | Cole Hocker                 | États-Unis       | 3:39.32 | Q     |
| 5    | 1     | Samuel Pihlström            | Suède            | 3:39.63 | Q     |
| 6    | 1     | Samuel Tefera               | Éthiopie         | 3:39.66 | Q     |
| 7    | 1     | Kristian Uldbjerg Hansen    | Danemark         | 3:39.81 |       |
| 8    | 4     | Elzan Bibić                 | Serbie           | 3:39.98 | SB    |
| 9    | 4     | Charles Philibert-Thiboutot | Canada           | 3:40.18 |       |
| 10   | 2     | Narve Gilje Nordås          | Norvège          | 3:42.09 | Q     |
| 11   | 1     | Yervand Mkrtchyan           | Arménie          | 3:42.45 |       |
| 12   | 2     | Adel Mechaal                | Espagne          | 3:42.85 | Q     |
| 13   | 2     | Ryan Mphahlele              | Afrique du Sud   | 3:42.97 | Q     |
| 14   | 2     | Filip Sasínek               | Tchéquie         | 3:43.82 |       |
| 15   | 2     | Hicham Akankam              | Maroc            | 3:44.30 |       |
| 16   | 3     | Isaac Nader                 | Portugal         | 3:45.50 | Q     |
| 17   | 3     | Kieran Lumb                 | Canada           | 3:45.66 | Q     |
| 18   | 3     | Mario García                | Espagne          | 3:46.48 | Q     |
| 19   | 3     | Tshepo Tshite               | Afrique du Sud   | 3:46.70 |       |
| 20   | 2     | Nursultan Keneshbekov       | Kirghizistan     | 3:47.86 |       |
| 21   | 1     | Adam Fogg                   | Grande-Bretagne  | 3:48.47 | qR    |
| 22   | 2     | Fayez Abdullah Al Subaie    | Arabie saoudite  | 3:48.73 | NR    |
| 23   | 3     | Rob Napolitano              | Porto Rico       | 3:48.92 |       |
| 24   | 4     | Thomas Vanoppen             | Belgique         | 3:50.70 |       |
| 25   | 1     | Andrew Boniphace Rhobi      | Tanzanie         | 3:51.44 | PB    |
| 26   | 3     | Biniam Mehary               | Éthiopie         | 3:55.81 | qR    |
| 27   | 1     | Alex Macuácua               | Mozambique       | 3:57.13 | SB    |
| 28   | 3     | Eduardo Herrera             | Mexique          | 4:02.94 | SB    |
|      | 4     | Callum Elson                | Grande-Bretagne  | DNF     |       |

### Finale
| Rang               | Athlète             | Pays             | Temps   | Notes |
| ------------------ | ------------------- | ---------------- | ------- | ----- |
| Médaille d'or      | Geordie Beamish     | Nouvelle-Zélande | 3:36.54 | PB    |
| Médaille d'argent  | Cole Hocker         | États-Unis       | 3:36.69 | PB    |
| Médaille de bronze | Hobbs Kessler       | États-Unis       | 3:36.72 |       |
| 4                  | Isaac Nader         | Portugal         | 3:36.97 |       |
| 5                  | Narve Gilje Nordås  | Norvège          | 3:37.03 | PB    |
| 6                  | Adel Mechaal        | Espagne          | 3:37.76 |       |
| 7                  | Samuel Tefera       | Éthiopie         | 3:38.10 |       |
| 8                  | Samuel Pihlström    | Suède            | 3:38.35 |       |
| 9                  | Biniam Mehary       | Éthiopie         | 3:40.00 |       |
| 10                 | Vincent Kibet Keter | Kenya            | 3:40.04 |       |
| 11                 | Mario García        | Espagne          | 3:40.48 |       |
| 12                 | Ryan Mphahlele      | Afrique du Sud   | 3:41.08 |       |
| 13                 | Kieran Lumb         | Canada           | 3:41.37 |       |
| 14                 | Adam Fogg           | Grande-Bretagne  | 3:43.81 |       |

## Légende
Records et Performances
- AR : Record continental (area record)
- CR : Record des championnats (championship record)
- MR : Record du meeting (meet record)
- NR : Record national (national record)
- OR : Record olympique (olympic record)
- PR : Record paralympique (paralympic record)
- PB : Record personnel (personal best)
- SB : Meilleure performance personnelle de la saison (season's best)
- WL : Meilleure performance mondiale de l'année (world leader)
- WJR : Record du monde junior (world junior record)
- WR : Record du monde (world record)

Circonstances et Conditions
- DNF : N'a pas terminé (did not finish)
- DNS : N'a pas pris le départ (did not start)
- DQ : Disqualification (disqualification)
- NM : Aucun essai valable enregistré (No Mark)
- Q : Qualifié « directement » au prochain tour (ou à la prochaine compétition), lors d'une compétition majeure, grâce au classement ou à la réalisation des minima (automatic qualifier)
- q : Qualifié au prochain tour (ou à la prochaine compétition), lors d'une compétition majeure, grâce au repêchage ou à la réalisation de l'une des meilleures performances parmi celles des « non qualifiés directement » (grâce au meilleur temps ou à la meilleure distance par exemple) (secondary qualifier)